# José María Achá

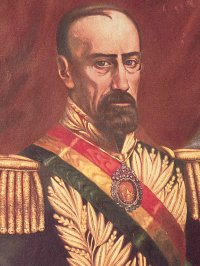
José María de Achá

José María Achá Valiente (* 8. Juli 1810 in Cochabamba; † 29. Januar 1868 ebenda) war ein General und von 1861 bis 1864 Präsident von Bolivien.
Acha kämpfte gegen den langjährigen Diktator Manuel Isidoro Belzu (1848–55). Später wurde er Kriegsminister im Kabinett von Diktator José María Linares (1857–61). 1861 leitete er den Staatsstreich gegen José María Linares ein.